# Böhmisch-Rixdorf

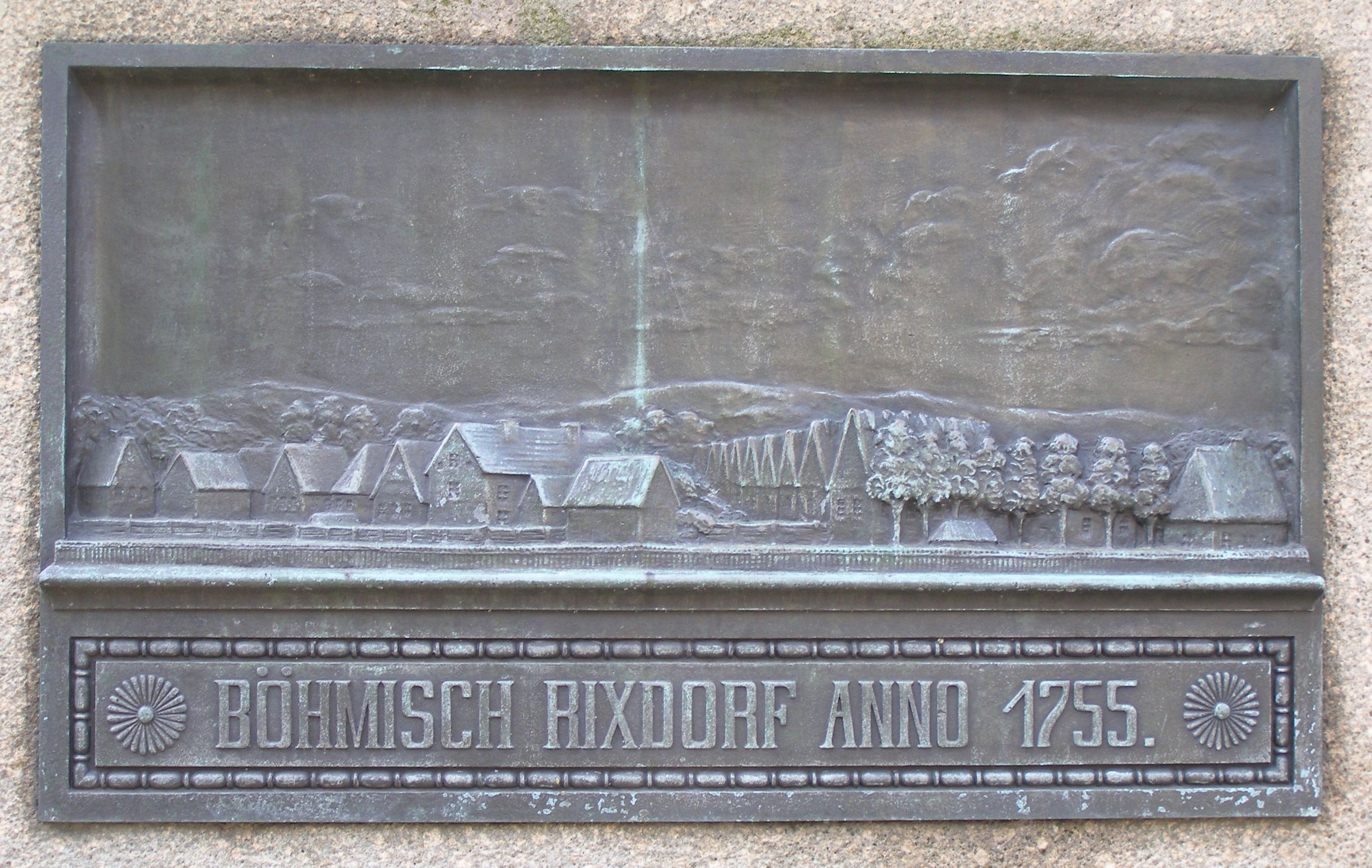
Erinnerungstafel

Böhmisch-Rixdorf, auch Böhmisches Dorf oder Rixdorf genannt (tschechisch: Český Rixdorf), war eine kleine, im Jahr 1737 bei Berlin gegründete Gemeinde protestantischer Exulanten aus Böhmen. Zusammen mit dem benachbarten Deutsch-Rixdorf ging aus ihr der heutige Ortsteil Neukölln im gleichnamigen Bezirk Berlins hervor.

## Lage

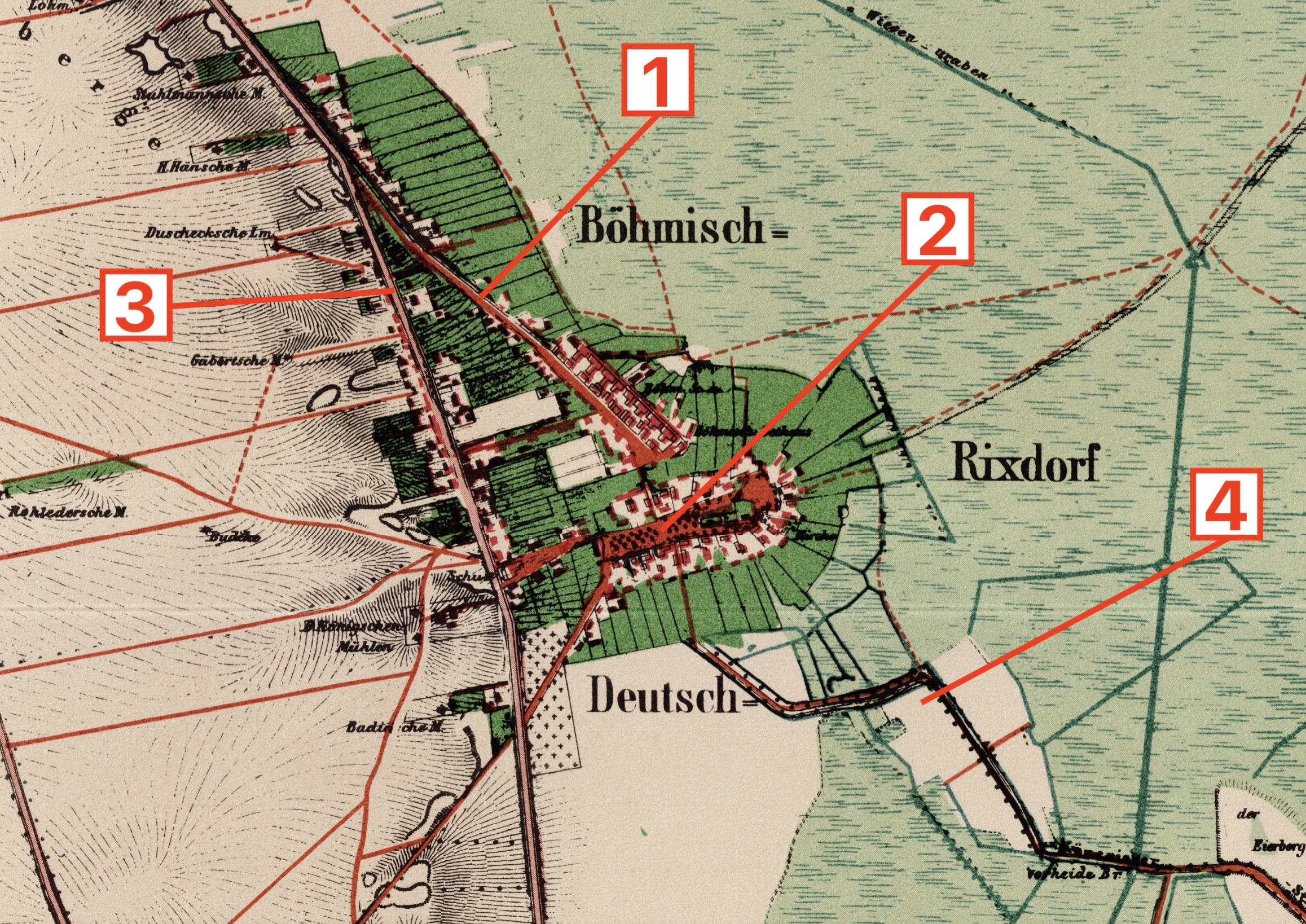
Böhmisch- und Deutsch-Rixdorf 1857 und die aktuellen Bezeichnungen:
[1] Richardstraße,
[2] Richardplatz,
[3] Karl-Marx-Straße

Böhmisch-Rixdorf befand sich seinerzeit an der Richardstraße und der Kirchgasse in Neukölln. Direkt südlich schloss sich Deutsch-Rixdorf mit seinem Dorfanger, dem Richardplatz, an.

## Geschichte
Nach der Schlacht am Weißen Berg von 1620 kam es in Böhmen zu einer Rekatholisierung, die dazu führte, dass in den folgenden Jahrzehnten immer mehr Protestanten das Land verließen, weil sie verfolgt und getötet wurden. 1722 entstand unweit des Sitzes von Nikolaus Ludwig von Zinzendorf in Berthelsdorf in der Oberlausitz die Gemeinde Herrnhut (tschechisch: Ochranov), etwas später eine andere in der Nähe von Potsdam (Nova Ves, seit 1938 Potsdam-Babelsberg). Ab 1737 siedelten sich die Flüchtlinge (350 im Jahr 1737) auf Anregung und Einladung von Friedrich Wilhelm I. auf dem Gebiet von Rixdorf an, wo sich bereits seit 1360 die Gemeinde Richardsdorp befand, die in Deutsch-Rixdorf und Böhmisch-Rixdorf geteilt wurde. Beide Gemeinden erhielten ihre eigene Verwaltung. Im Jahr 1805 hatte Böhmisch-Rixdorf 319 und Deutsch-Rixdorf 376 Einwohner.

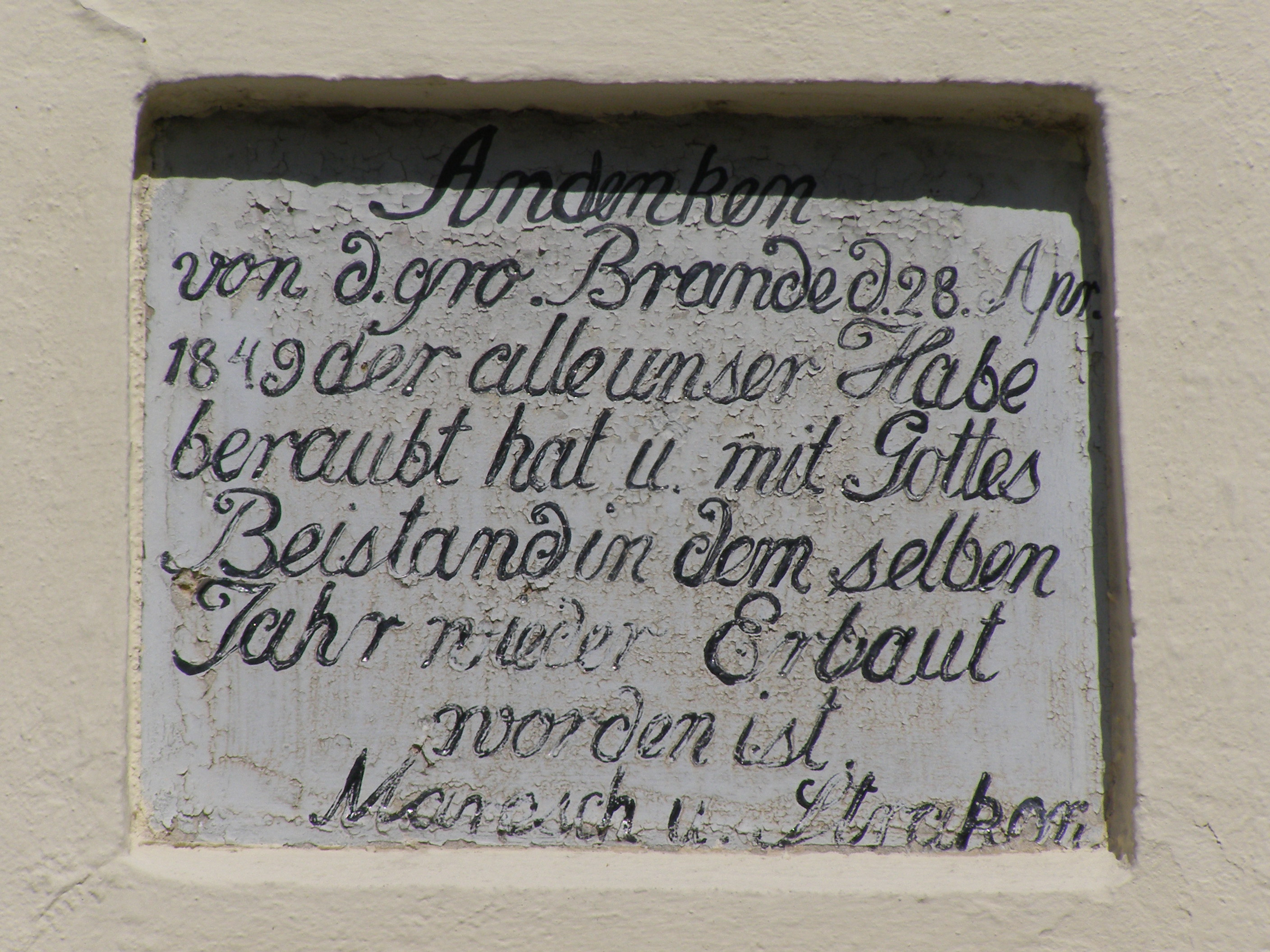
Bericht über den Brand von 1849 am Haus in der Richardstraße 80

Am 28. April 1849 erfasste ein Feuersturm beide Dörfer, bei dem von den damals 135 Häusern Deutsch-Rixdorfs und den 56 Häusern Böhmisch-Rixdorfs insgesamt 52 Häuser niederbrannten. Der Wiederaufbau war 1853 abgeschlossen, dabei wurde allerdings die ursprüngliche Architektur nicht immer erhalten. Eine Ausnahme ist das Gebäude Richardstraße 80 (Sitz der Deutschen Comenius-Gesellschaft e. V.).
In den Folgejahren setzte ein deutliches Bevölkerungswachstum ein. Im Jahr 1858 hatte Böhmisch-Rixdorf bereits 1014 und Deutsch-Rixdorf 2823 Einwohner.

250 Jahre der Ansiedelung,
Briefmarke, 1987

Die beiden selbstständigen Gemeinden Böhmisch-Rixdorf und Deutsch-Rixdorf wurden durch Erlass vom 11. Juli 1873 zur neuen Gemeinde Rixdorf zusammengeschlossen. Am 1. April 1899 erhielt die Gemeinde Rixdorf das Stadtrecht und am 27. Januar 1912 erfolgte mit Zustimmung von Kaiser Wilhelm II. an dessen 53. Geburtstag die Umbenennung in „Neukölln“. Sie wurde von den Behörden deshalb beschlossen, weil Rixdorf mittlerweile für die Berliner zum Inbegriff frivoler Unterhaltung geworden war, der damalige – und zum Teil noch – populäre Gassenhauer In Rixdorf ist Musike bringt das zum Ausdruck. Das negative Erscheinungsbild für den Ort sollte mit dem Namen abgestreift werden. Der Name Neucölln leitet sich von den nördlich des alten Rixdorf gelegenen Neucöllner Siedlungen ab, die auf die Lage vor den südlichen Toren des alten Berlin-Cölln hinweisen. Acht Jahre später am 1. Oktober 1920 wurde der Stadtkreis Neukölln zusammen mit den Nachbargemeinden Britz, Buckow und Rudow im Rahmen des Groß-Berlin-Gesetzes als 14. Verwaltungsbezirk (Neukölln) nach Groß-Berlin eingemeindet.
Das gesamte Bauensemble des früheren Böhmisch-Rixdorf steht als Böhmisches Dorf unter Denkmalschutz und gilt als Kulturdenkmal.

## Entwicklung und Struktur der Gemeinde

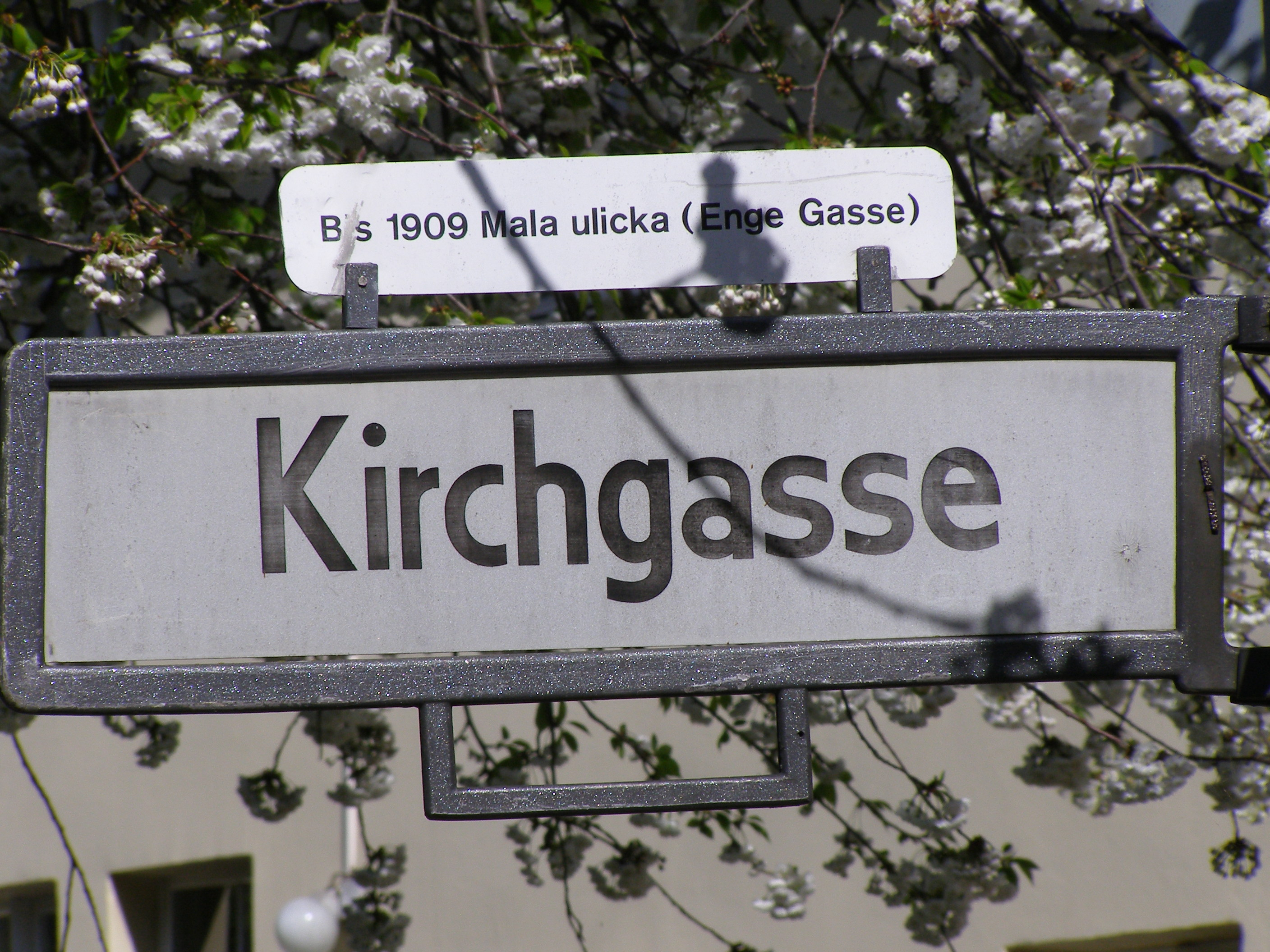
Straßenschild mit Hinweis auf den alten Namen der Kirchgasse:
Mala ulicka (eigentlich Malá ulička ‚Enge Gasse‘)

Die Flüchtlinge aus Böhmen waren in der Landwirtschaft, vor allem aber als Handwerker tätig. Sie begriffen sich als Nachkommen der im Jahr 1457 in Böhmen gegründeten Kirche der Böhmischen Brüder. In Rixdorf entstanden innerhalb kurzer Zeit insgesamt drei evangelische Kirchengemeinden, die noch existieren:
- Evangelisch-reformierte Bethlehemsgemeinde (heute zusammengeschlossen mit der Schlosskirchengemeinde zur Evangelisch Reformierten Kirchengemeinde Berlin in der EKBO), mit den Predigtstätten Betsaal Richardstraße 97 und Böhmische Kirche Berlin (1943 zerstört).
- Evangelisch-böhmisch-lutherische Bethlehemsgemeinde (bis 2005)[11] mit der Bethlehemskirche Rixdorf
- Evangelische (Herrnhuter) Brüdergemeine, ursprünglich gegründet 1727 in Herrnhut/Ochranow durch den Grafen Zinzendorf, mit dem Betsaal in der Kirchgasse

Die Siedler benutzten sehr lange Zeit ihre tschechische Muttersprache. Die Aufzeichnungen des Pfarramtes sowie die Inschriften auf Gräbern waren zuerst in Tschechisch gehalten; die Pfarramtaufzeichnungen wurden ab 1798 in Deutsch gehalten, die Grabsteine waren von 1780 bis 1820 zweisprachig, danach nur noch deutsch, die Veranstaltungen der Brüdergemeine wurden bis kurz vor dem Ersten Weltkrieg noch auf Tschechisch gehalten.
Tschechische Namen hatten einige Gassen, am längsten die Malá ulička (‚Enge Gasse‘), die erst seit 1909 Kirchgasse heißt. Die letzten beiden Frauen, die noch Tschechisch sprachen bzw. verstanden, starben 1940.

## Bauwerke und Grünanlagen

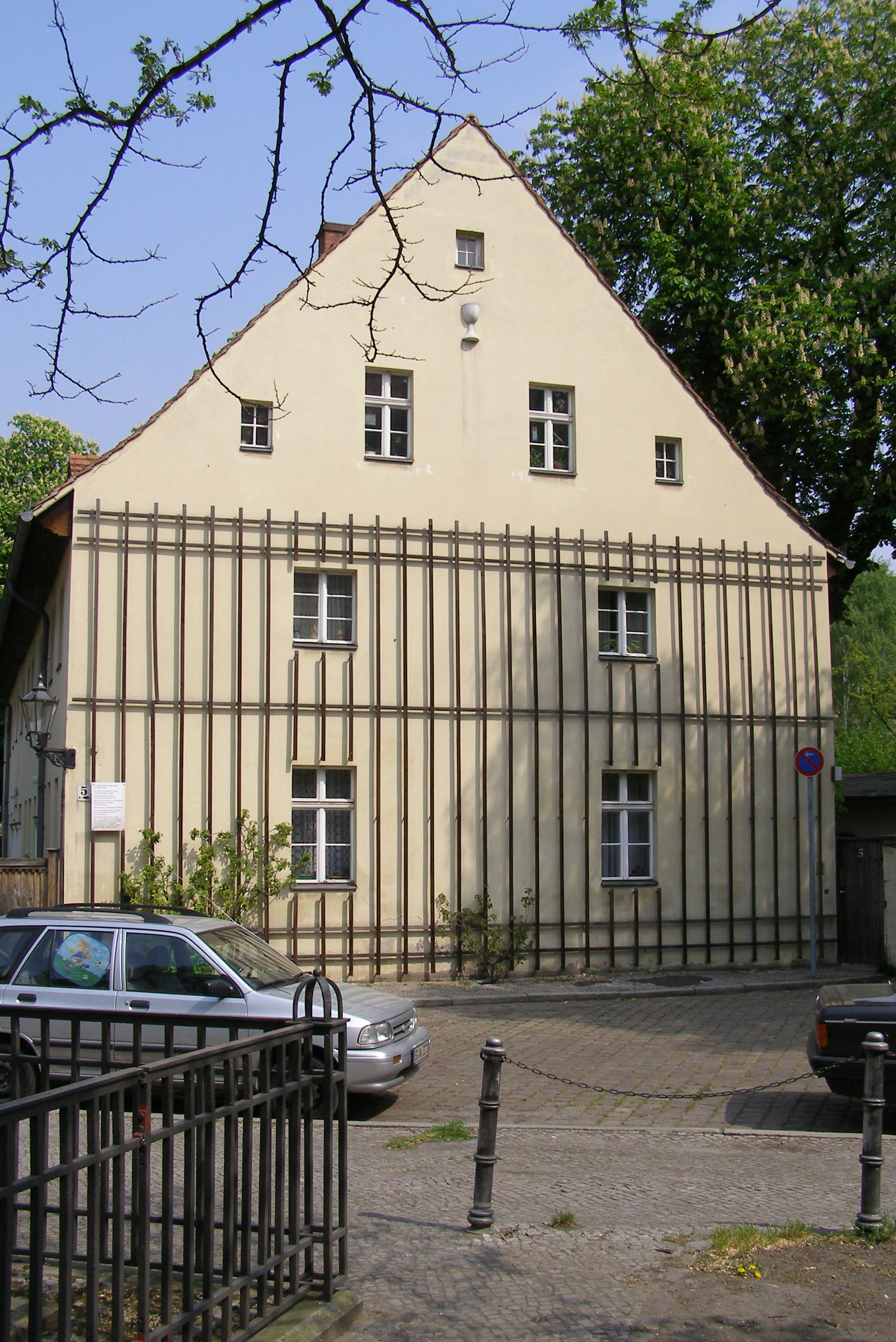
Haus Kirchgasse 5

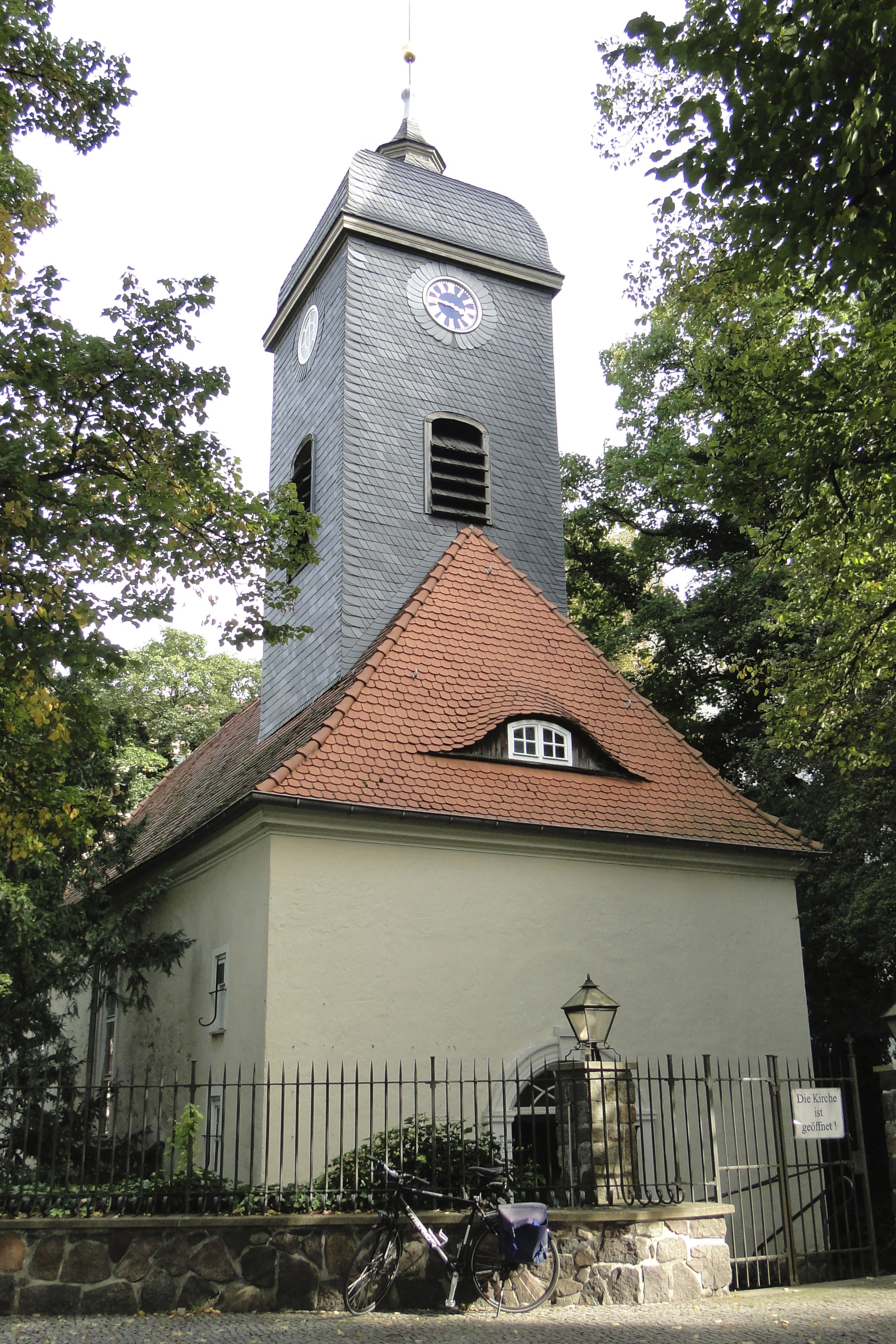
Die Bethlehemskirche

- Zu den am besten erhaltenen historischen Gebäuden von Böhmisch-Rixdorf gehört das Haus Kirchgasse 5. Eingeweiht wurde es am 14. November 1753 als eine Schule; der Unterricht lief hier bis 1909. Am Giebel sieht man deutlich einen Hussitenkelch, der verdeutlichen soll, dass sich zwischen 1754 und 1761 hier der erste Gebetssaal der Brüdergemeine befand. In zwei Räumen befindet sich hier ein kleines Museum.[15] Es ist zugleich das älteste erhaltene Schulgebäude des Bezirks Neukölln.
- Der Böhmische Gottesacker liegt zwischen dem heutigen Karl-Marx-Platz und der Kirchhofstraße. Er wurde 1751 wegen einer für die damalige Zeit ungewöhnlich hohe Anzahl von Todesfällen (allein 136 Personen in den Jahren 1737–1751) angelegt.[12] Der Friedhof wird bislang von allen drei kirchlichen Gemeinden gemeinsam benutzt, es handelt sich um den zweitältesten noch benutzten Friedhof in Berlin.
- Die historische Schmiede, die sich mitten auf dem Richardplatz befindet, wurde zuerst 1624 erwähnt. Sie gehörte ursprünglich einem Schmied aus Berlin, der einmal in der Woche hierher fuhr. 1797 wurde hier ein Schmied ansässig, dessen Nachkommen die Schmiede über 150 Jahre führten. Sie ist immer noch in Betrieb, wenngleich vorwiegend im künstlerischen und Restaurierungsbereich; im ehemaligen Wohnhaus des Schmieds befindet sich der „Frauentreffpunkt Schmiede“. Die Schmiede nimmt jährlich am traditionellen Alt-Rixdorfer Weihnachtsmarkt teil.[16]
- Die Bethlehemskirche auf dem Richardplatz, im Allgemeinen „Rixdorfer Dorfkirche“ genannt, stammt aus dem Jahre 1481. Im 16. Jahrhundert wurde sie bei einem Brand bis auf die Außenmauern zerstört. Nach 1737 wurde die Kirche wieder aufgebaut und noch durch die Lutheraner benutzt (Evangelisch-böhmisch-lutherische Bethlehemsgemeinde). Der ein- bis zweimal monatlich stattfindende Gottesdienst wird in Deutsch gehalten, verwendet jedoch die alte Liturgie. Die Kirche ist bekannt für ihre gute Akustik und es finden Konzerte in ihr statt. Die Kirchengemeinde ist im sozialen Bereich tätig.
- Der Comenius-Garten an der Richardstraße wurde am 11. Juni 1995 in Anwesenheit der Oberbürgermeister von Berlin und Prag eröffnet. Seine Architektur soll an die pädagogischen und philosophischen Vorstellungen von Johann Amos Comenius anknüpfen; auf etwa 7000 m² erinnert er symbolisch an die Geschichte und Tätigkeit der böhmischen Gemeinde. Bei der Eröffnung wurde die Partnerschaft beider Städte – Berlin und Prag – besiegelt. Auf dem Gelände des Comenius-Gartens in der Richardstraße 35 stand bis 1971 die sogenannte „Richardsburg“, eine Mietskaserne mit fünf Hinterhöfen. Sie war ein historisches Monument für die „Arbeitervorstadt“ Rixdorf/Neukölln und Ort lokalgeschichtlich wichtiger Auseinandersetzungen bis Anfang der 1970er Jahre.

Wappen von Neukölln mit Hussitenkelch zur Erinnerung an die böhmischen Exulanten

- Wappen von Neukölln mit Hussitenkelch zur Erinnerung an die böhmischen ExulantenDie denkmalgeschützte Tagelöhnerstätte und Schmiede in der Richardstraße 37[17] mit ihrem historischen Hofpflaster wurde 1795 von dem Tagelöhner Daniel Gutschwager errichtet und nach dem großen Brand im Jahr 1884 durch die Eigentümerin Friederike Gutschwager in seiner ursprünglichen Form mit Rauchküche wieder aufgebaut. Das um eine Schmiede nebst Beschlag erweiterte Gebäude zeigt seine Wurzeln durch den die Fassade schmückende Pferdekopf der Schmiede von Hermann Kiel aus dem Jahr 1888.[18]